# UFC Fight Night: Maia vs. Askren
UFC Fight Night: Maia vs. Askren (även UFC on ESPN+ 20 eller UFC Fight Night 162) var en MMA-gala som arrangerades av UFC och ägde rum 26 oktober 2019 i Kallang, Singapore.

## Bakgrund
En welterviktsmatch mellan Demian Maia och före detta welterviktsmästaren i både Bellator och ONE: Ben Askren var huvudmatch, main event.

### Ändringar
En tungviktsmatch mellan Greg Hardy och Jarjis Danho var planerad till den här galan, men Danho ströks från kortet av okänd anledning. Han ersattes 19 september av Ben Sosoli och UFC flyttade matchen till Bostonkortet UFC on ESPN: Reyes vs. Weidman en vecka tidigare.
Yan Xiaonan och Ashley Yoder skulle mötts, men Xiaonan drog sig ut matchen på grund av en fotskada. Hon ersattes av Randa Markos.
Ian Heinisch var planerad att möta Brad Tavares vid den här galan Heinisch drog sig dock ur tidigt i oktober av okänd anledning. Tavares blev sedan struken från kortet och matchen ströks. Tavares parades istället upp mot Edmen Shahbazyan en vecka senare vid UFC 244.
Karol Rosa var tänkt att möta Julia Avila på den här galan. I mitten av oktober drog sig Rosa ur dock på grund av en knäskada. Avila ströks och bokas om till en senare gala.

### Invägning
Vid invägningen UFC streamade på Youtube vägde utövarna följande:

## Bonusar
Följande MMA-utövare fick bonusar om 50 000 USD:
- Fight of the Night: Demian Maia vs. Ben Askren
- Performance of the Night: Ciryl Gane och Beneil Dariush